# По тундре (песня)
«По ту́ндре» (другое название: «По́езд Воркута́ — Ленингра́д») — одна из наиболее известных русских тюремных песен позднесталинской эпохи.

## История
По тундре, по железной дороге,

Где мчится курьерский «Воркута — Ленинград»,

Мы бежали с тобой, ожидая тревоги,

Ожидая погони и криков солдат.

Это было весной, одуряющим маем,

Когда тундра проснулась и оделась в ковёр.

Снег, как наши надежды на удачу, всё таял…

Это чувствовать может только загнанный вор.
Считается одной из самых известных песен такого рода, восходящих к позднесталинской эпохе, стоит в одном ряду с песнями «Ванинский порт» и «Этап на Север». Существует много вариаций основного текста, возникших во время её бытования в среде поклонников «блатной» песни.
Поэтесса Наталья Горбаневская (1936—2013) отмечала, что множество бытующих вариаций песни — неизбежное следствие её популярности в народе. Прежде всего, «По тундре» так популярна благодаря себе самой — «так хорошо лёгшей в фольклор, обросшей дополнениями, уточнениями, упрощениями — всем, чем народ, принимая, разукрашивает истинный поэтический текст».
Авторство песни достоверно не установлено. Считается, что её написал Григорий Шурмак в 1942 году на трудовом фронте (урановый рудник в посёлке Койташ). Однако известный исследователь блатного жаргона и уголовного фольклора, филолог и литературовед Александр Сидоров в книге «По тундре, по железной дороге» ставит это утверждение под сомнение. Во-первых, авторство Шурмака не подтверждено ничем, кроме его слов, во-вторых, на авторство песни также претендовал некий Петр Смирнов, с которым Шурмак был знаком.
Мелодия песни  восходит к итальянскому танго 1934 года «Scrivimi» («Напиши мне») композитора Джованни Раймондо, которое в СССР было аранжировано Аркадием Островским и вошло в репертуар популярной певицы Изабеллы Юрьевой как романс «Мне сегодня так больно» (автор русского текста — супруг Юрьевой  Иосиф Аркадьев).

## Исполнители
Григорий Шурмак исполнил её для Ногинского радио в 2005 году.
- Аркадий Северный
- Михаил Гулько
- Владимир Высоцкий с артистами Театра на Таганке
- Валентин Гафт совместно с Олегом Басилашвили в кинофильме «Небеса обетованные»
- Андрей Макаревич совместно с Алексеем Козловым в альбоме «Пионерские и блатные песни»
- Юрий Никулин совместно с Эдуардом Успенским в юмористической телепрограмме «Белый попугай»
- Александр Филиппенко.
- Входит в альбом Мелодии и ритмы Гулага группы Gulag Tunes
- Михаил Ножкин в фильме «Ошибка резидента»